# Jardín Botánico del Bosque de Colonia
El Jardín Botánico del Bosque de Colonia (en alemán Forstbotanischer Garten Köln) es un jardín botánico de unas 25 hectáreas de extensión, que se encuentra en Colonia, Alemania.

## Localización
En los últimos tiempos Colonia ha expandido en gran medida sus áreas verdes. Parte del cinturón verde en el sur de la ciudad es el Forstbotanischer Garten. 
Se encuentra delimitado por la autopista de intercambio de Colonia sur, la calle que va paralela a su perímetro Friedrich Ebertstrasse (L 92), el área del campo de golf, y la carretera que va en dirección a Bonn (L 166) (y la prolongación de la carretera de la zona industrial) y los almacenes adyacentes (L 300).
Forstbotanischer Garten Köln Willy-Brandt-Platz 2 (Stadthaus Deutz)
50679 Köln-Colonia, Nordrhein-Westfalen-Renania del Norte-Westfalia, Deutschland-Alemania.
Está abierto a lo largo de todo el año.

## Historia
Durante su mandato, Konrad Adenauer ya hizo unas declaraciones en un periódico propugnando un planeamiento de desarrollo para la ciudad de Colonia. El núcleo de sus pensamientos era "después de los años terribles de la guerra una segunda e intima aspiración llevará a Colonia a expandir su área hasta las fronteras naturales de su hábitat". La condición sería el "de la integración de las áreas naturales de la periferia en la ciudad de Colonia".
También el arquitecto Wilhelm Riphahn propugnaba el 14 de julio de 1945 su "Idea básica de la reorganización de Colonia". Riphahn expresaba la opinión de que en el contexto de la reorganización política y económica, las localidades de Rodenkirchen que se encuentra en la parte izquierda del Rin y Sürth se deberían de integrar a Colonia.
Unos 30 años más tarde llegaría el plan de la reforma municipal del 1 de enero de 1975 que llevaría a la realidad los deseos anteriores. Bajo la dirección de los entonces ayuntamientos independientes de Rondorf y de las poblaciones del anillo de Colonia pertenecientes a Rodenkirchen, en el año 1964 fueron puestas a disposición de los ciudadanos de Colonia las 25 hectáreas del parque. Esto estaba propiciado por la buena situación económica de estas poblaciones del anillo industrial de Colonia y sedes de numerosas industrias.

## Colecciones
El Jardín Botánico del Bosque de Colonia alberga una gran cantidad de especies de árboles, arbustos y plantas herbáceas de todo el mundo, estando agrupadas como:
- Arboretum, con una representación de árboles procedentes de todo el mundo, con sus correspondientes tipos de suelo y arbustos acompañantes. Así distribuido en 1.5 hectáreas se encuentra el bosque de árboles de Norteamérica, con árboles gigantes de Sequoiadendron, Pino ponderosa, Cedrus y Abetos de Colorado (Abies concolor). En el centro unos estanques con nenúfares.
- Sección japonesa
- Jardín monumental, con Rhododendron, de brezos (EricaceaeEricaceae), Paeonia, Azaleas (Azalea pontica), Bambús (Bambusoideae). Con árboles acompañantes tales como el Acer palmatum y el Cercidiphyllum japonicum que en otoño presentan una sinfonía de color
- Plantas venenosas, tales como Atropa belladonna con algunas variedades raras como Atropa belladonna var. lutea, o el árbol venenoso de los denominados lluvia de oro (Laburnum anagyroides).
- "El Bosque de la Paz", en la década de 1980, en la parte sur del jardín botánico, comenzaron en una zona de 20 hectáreas, las plantaciones del Bosque de la Paz, concebido como una zona de esparcimiento de los habitantes de la ciudad, en esta zona que había unos extensos prados y unas escombreras con colinas artificiales de acúmulos de escombros de las casas destruidas en la pasada guerra. Se han ido plantando árboles representativos de los países con los que la República Federal mantiene relaciones diplomáticas, generalmente se plantan coníferas, y de los países tropicales o subtropicales que no poseen árboles que aguanten las condiciones imperantes en esta zona se hacen unas plantaciones de árboles simbólicos.

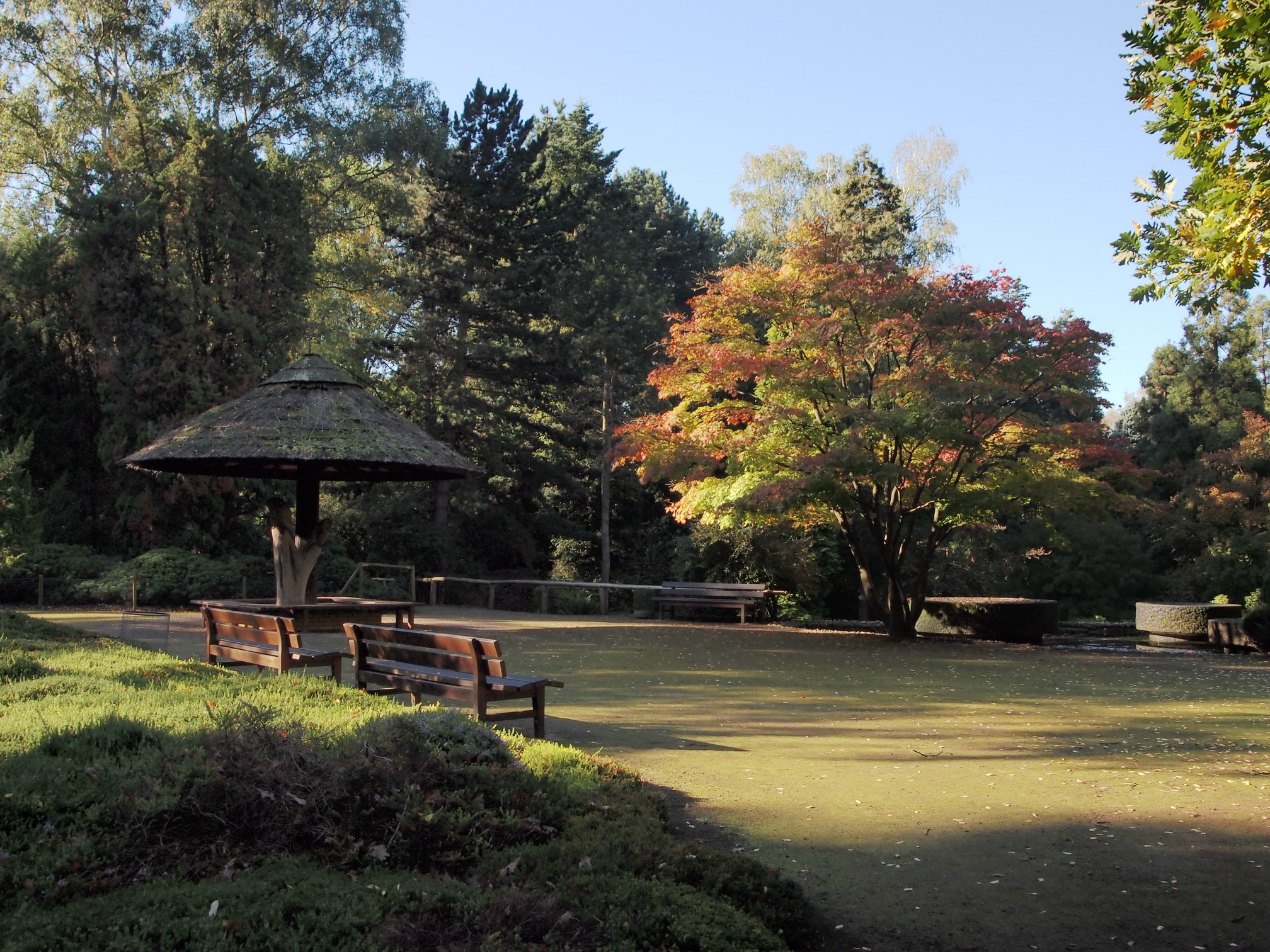
Vista parcial.
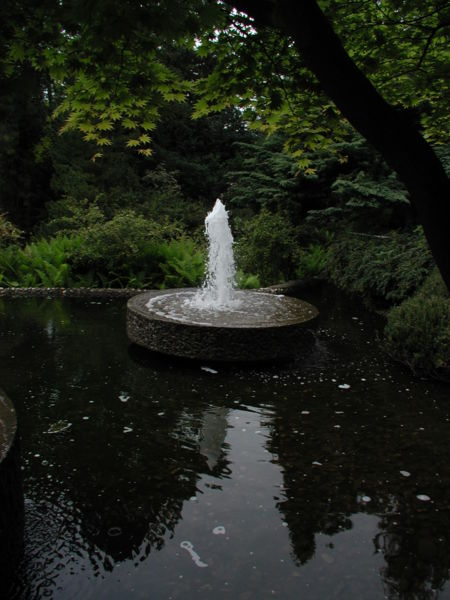
Fuente en el Forstbotanischer Garten Köln.
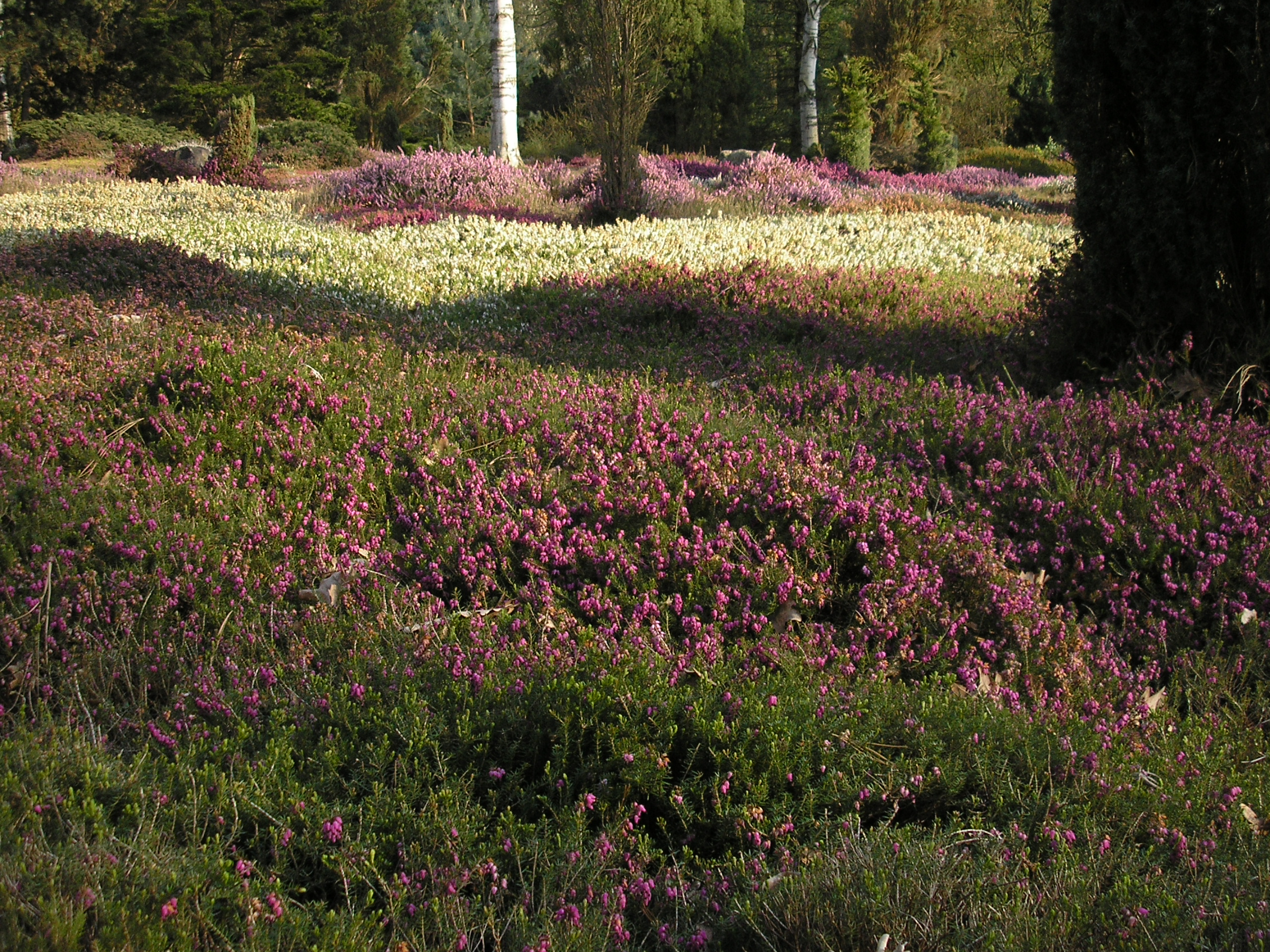
Brezal.
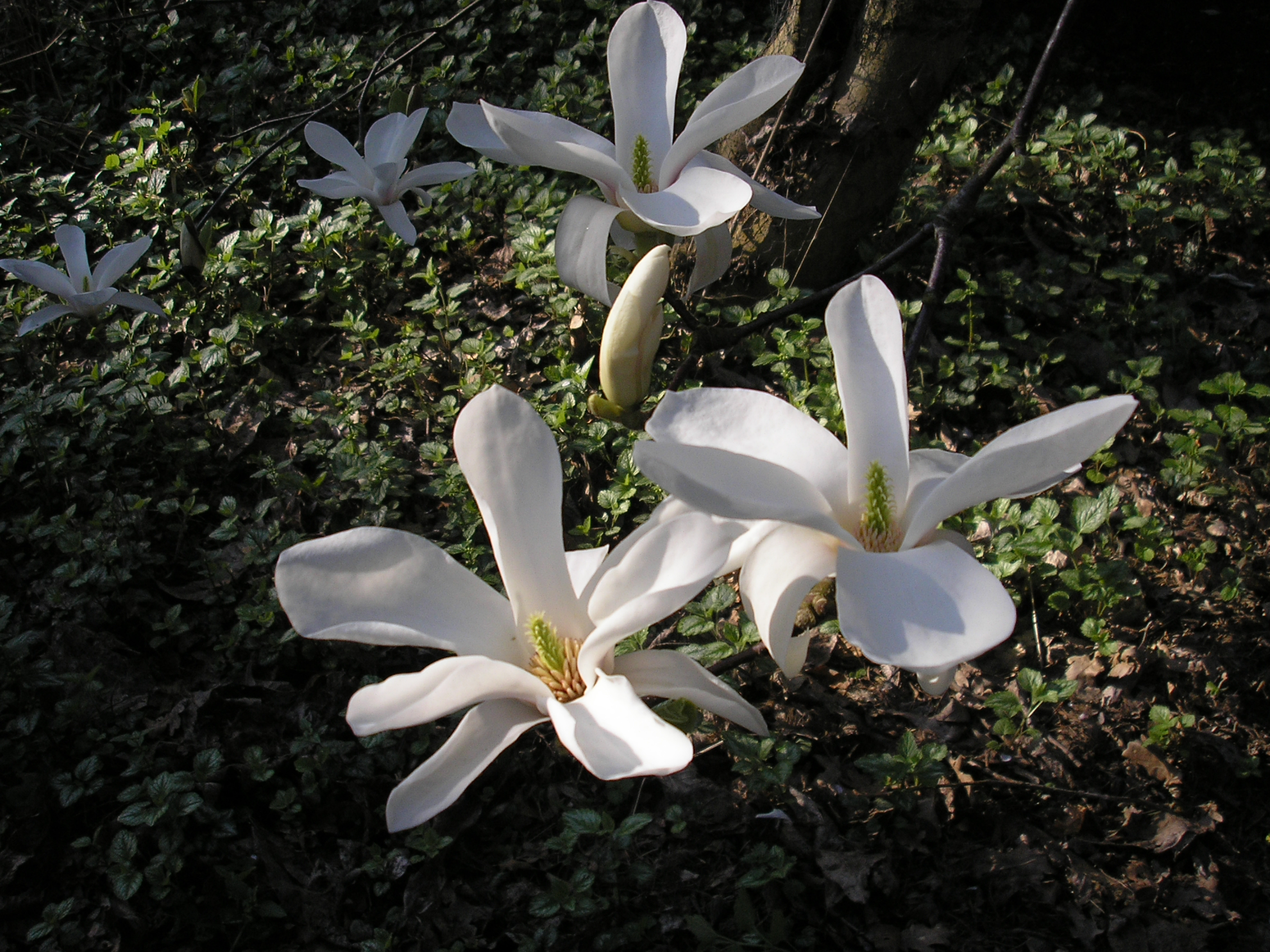
Flores de Magnolia kobus.

## Investigación y enseñanza
Los profesores y los investigadores dentro del ámbito de la Botánica y de la horticultura tienen una larga tradición de presencia en los jardines botánicos. Actualmente los jardines botánicos desempeñan un papel muy importante en el ámbito de la protección de la Naturaleza y de la formación sobre el Medio Ambiente.

## Información
- Con Bus y Tren:

Tren de cercanías-Línea 16, Haltestelle Rodenkirchen (hasta la entrada del jardín botánico hay unos 800 metros)
Bus-Línea 131, Haltestelle Konrad-Adenauer Straße
Bus-Línea 135, Haltestelle Schillingsrotter Straße

### Horarios
diariamente, Abr.- Ag.: 9.00-20.00 horas
Nov.-Feb.: 9.00-16.00 horas
Marz, Sept., Oct.: 9.00-18.00 horas
- öffentl. Guías: 1. Mi + 3. Sa al mes
- Está habilitado para los carros de los minusválidos
- Los perros tienen prohibido el paso al Forstbotanischen Garten
- La entrada al jardín y al parque de la Paz son gratuitas